# Tarō Sugahara
Tarō Sugahara (japanisch 菅原 太郎 Sugahara Tarō; * 14. Juni 1981 in der Präfektur Shiga) ist ein ehemaliger japanischer Fußballspieler.

## Karriere
Sugahara erlernte das Fußballspielen in der Schulmannschaft der Shizuoka Gakuen High School. Seinen ersten Vertrag unterschrieb er 2000 bei den Mirassol FC. 2001 wechselte er zum Erstligisten Kashiwa Reysol. 2003 wechselte er zum Ligakonkurrenten Vissel Kobe. 2004 wechselte er zum Zweitligisten Sagan Tosu. Danach spielte er bei den Ehime FC, Zweigen Kanazawa, Grulla Morioka, Blaublitz Akita, Sony Sendai FC und Hoyo Oita. Ende 2014 beendete er seine Karriere als Fußballspieler.